# OLM (Studio)
K.K. OLM (jap. 株式会社オー・エル・エム, Kabushiki-gaisha Ō Eru Emu, engl. OLM, Inc.), früher Oriental Light and Magic, ist ein japanisches Animationsstudio, das im Juni 1994 gegründet wurde. Am 22. Dezember 2015 wurde das Studio von dem TV-Sender und Home Video Anbieter Imagica Robot für 2.858.000.000 ¥ übernommen.

## Produktionen

### Fernsehserien
- 1995: Wedding Peach – Die Engel der Liebe
- 1997: Berserk
- 1997: Pokémon
- 1998: Mini-Göttinnen
- 1999: Kōtetsu Tenshi Kurumi
- 1999: ToHeart
- 2001: Figure 17: Tsubasa & Hikaru
- 2001: Kōtetsu Tenshi Kurumi 2
- 2003: Shinkon Gattai Godannar!!
- 2004: Shinkon Gattai Godannar!! Second Season
- 2004: ToHeart: Remember my memories
- 2005: ToHeart2
- 2006: Gift – eternal rainbow
- 2006: Ray
- 2006: Utawarerumono – Heldenlied
- 2007: Deltora Quest
- 2007: Saikō! Tamagotchi
- 2009: Tamagotchi!
- 2011: Dambōru Senki
- 2012: Dambōru Senki W
- 2012: Tamagotchi! Yume Kira Dream
- 2013: Dambōru Senki Wars
- 2013: Go-Go Tamagotchi!
- 2013: Tamagotchi! – Miracle Friends
- 2014: Future Card Buddyfight
- 2015: Future Card Buddyfight 100
- 2015: Tamagotchi! Tamatomo Daishū Go
- 2016: Future Card Buddyfight Triple D
- 2017: Future Card Buddyfight Battsu

### Weitere Anime-Produktionen
- 1995: Gunsmith Cats (OVA)
- 1996: Wedding Peach – Die Engel der Liebe DX (OVA)
- 1997: Buttobi!! CPU (OVA)
- 1998: Queen Emeraldas (OVA)
- 2000: Kōtetsu Tenshi Kurumi (OVA)
- 2001: Kōtetsu Tenshi Kurumi Zero (OVA)
- 2003: Early Reins (OVA)
- 2003: Mizuiro (OVA)
- 2006: Dōbutsu no Mori (Film)
- 2007: Eiga de Tōjō! Tamagotchi Doki Doki! Uchū no Maigotchi!? (Film)
- 2007: Gift ~eternal rainbow~ (OVA)
- 2008: Eiga! Tamagotchi Uchū Ichi Happy na Monogatari!? (Film)
- 2009: Professor Layton und die ewige Diva (Film)
- 2013: Eiga Hana Kappa Hana-sake! Pakkaan Chō no Kuni no Daibōken (Film)